# DGB-Index Gute Arbeit
Der DGB-Index Gute Arbeit ist ein Instrument zur Messung der Arbeitsqualität aus Sicht der Beschäftigten. Grundlage ist ein standardisierter Fragebogen, mit dem Arbeitnehmer zu ihren Arbeitsbedingungen befragt werden. Ein eigenes Institut – Institut DGB-Index Gute Arbeit –  führt seit 2013 die bundesweiten Repräsentativerhebungen durch und ist für die Auswertung und Kommunikation der Ergebnisse zuständig.
Der DGB-Index Gute Arbeit wurde von Deutschen Gewerkschaftsbund und seinen Gewerkschaften in Kooperation mit Arbeits- und Gesundheitswissenschaftlern entwickelt. Seit 2007 wird damit einmal pro Jahr eine bundesweit repräsentative Befragung von abhängig Beschäftigten in Deutschland durchgeführt (Computer Assisted Telephone Interview – CATI). Die Ergebnisse beschreiben die Arbeitsbedingungen aus Sicht der Beschäftigten. In den Jahren 2011 und 2012 wurde der Index methodisch weiterentwickelt und hat seitdem in seiner aktuellen Struktur Bestand. Der Datensatz umfasst seit dem Jahr 2012 mehr als 40.000 Interviews mit abhängig Beschäftigten in Deutschland (Stand 2018).

## Aufbau und Struktur des DGB-Index Gute Arbeit

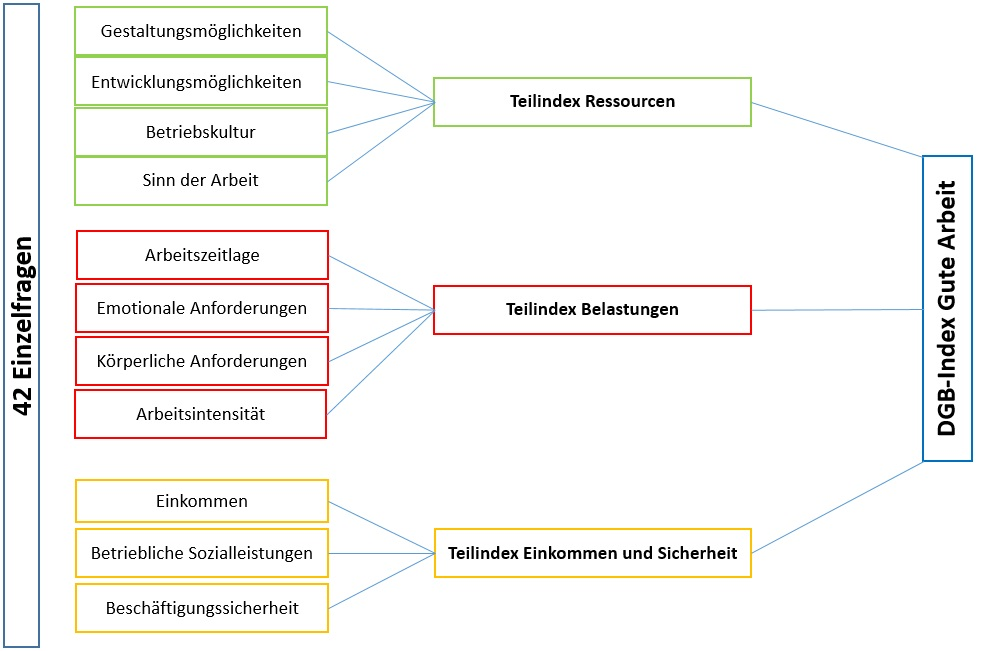
Übersicht über die 11 Kriterien des DGB-Index Gute Arbeit

Die Berechnung des DGB-Index Gute Arbeit erfolgt auf Grundlage von 42 Fragen, die in 11 Kriterien und drei Teilindizes strukturiert sind. Die drei Teilindizes sind Arbeitsressourcen, Arbeitsbelastungen sowie Einkommen und Sicherheit. Unter Ressourcen werden Gestaltungs- und Entwicklungsmöglichkeiten, Betriebskultur sowie der Sinn der Arbeit verstanden. Im Bereich Belastungen werden die Beschäftigten nach ihrer Arbeitszeitlage, Emotionalen- und Körperlichen Anforderungen sowie der Arbeitsintensität befragt. Der dritte Bereich, Einkommen und Sicherheit, beschäftigt sich mit leistungsgerechter Bezahlung, betrieblichen Sozialleistungen sowie Beschäftigungssicherheit. Welche Kriterien aus Sicht der Beschäftigten für eine „Gute Arbeit“ am wichtigsten sind, wurde im Rahmen einer INQA-Befragung ermittelt.
Mit dem DGB-Index Gute Arbeit wird die Auffassung vertreten, dass „Gute Arbeit“ vorliegt, wenn eine umfassende Ausstattung mit Arbeitsressourcen (z. B. Gestaltungs- und Entwicklungsmöglichkeiten), eine gesundheitsverträgliche Belastungssituation (z. B. körperliche und psychische Anforderungen, Arbeitszeitlage) sowie ein angemessenes Einkommen und eine sichere Beschäftigung vorliegen.
Nach dieser Logik erfolgt die Berechnung des DGB-Index Gute Arbeit. Dabei werden vier Qualitätsstufen der Arbeitsbedingungen unterschieden: Gute Arbeit (80 Indexpunkte und mehr), Arbeitsqualität im oberen Mittelfeld (65 bis 79 Indexpunkte), Arbeitsqualität im unteren Mittelfeld (50 bis 64 Indexpunkte) sowie Schlechte Arbeit (weniger als 50 Indexpunkte).

## Ergebnispräsentation des DGB-Index Gute Arbeit
Die erhobenen Daten fließen in einen Gesamtdatensatz ein und werden für unterschiedliche statistische Auswertungen nach Branchen und Berufsgruppen genutzt. Die Befragungsergebnisse werden jährlich in einem Report veröffentlicht, der sowohl die aktuellen Indexwerte als auch die Antworten auf die 42 Einzelfragen enthält. Darüber hinaus widmet sich jeder Jahresreport einem thematischen Schwerpunkt aus aktuellen arbeitspolitischen Themenfeldern (z. B. Digitalisierung, Arbeitszeit oder Vereinbarkeit von Familie und Beruf). Des Weiteren werden in unregelmäßigen Abständen Sonderauswertungen veröffentlicht. Kürzere Auswertungen werden im Rahmen der Reihe „DGB-Index Gute Arbeit - Kompakt“ präsentiert.

## Mitarbeiterbefragungen mit dem DGB-Index Gute Arbeit

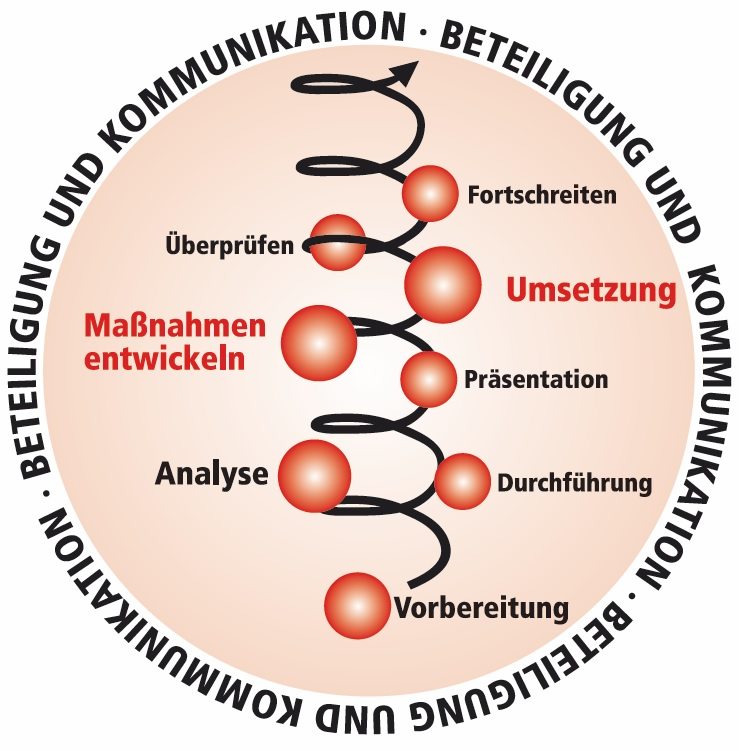
Konzeptioneller Kreislauf von Mitarbeiterbefragungen mit dem DGB-Index Gute Arbeit in Betrieben und Unternehmen

Der DGB-Index Gute Arbeit ist so konzipiert, dass er auch zur Analyse von innerbetrieblichen Stärken und Schwächen der Arbeitsbedingungen eingesetzt werden soll. Mitarbeiterbefragungen mit dem DGB-Index Gute Arbeit werden als beteiligungsorientierter und kontinuierlicher Prozess angelegt. Beim Einsatz des DGB-Index in einem Betrieb oder einer Verwaltung dienen die Ergebnisse der Mitarbeiterbefragung als Diskussions- und Argumentationsgrundlage für die Entwicklung von Maßnahmen der Arbeitsgestaltung und die Planung von konkreten Umsetzungsschritten.